# Jürgen Meckl
Jürgen Meckl (* 9. Februar 1962 in Nürnberg) ist ein deutscher Volkswirtschaftler und seit 2004 Professor für Volkswirtschaftslehre an der Justus-Liebig-Universität in Gießen.

## Werdegang
Nach seinem Studium der Volkswirtschaftslehre, das Meckl im Mai 1988 mit Diplom abschloss, war er von 1988 bis 1993 als wissenschaftlicher Mitarbeiter im Sonderforschungsbereich 178 „Internationalisierung der Wirtschaft“ an der Universität Koblenz tätig. Bereits in dieser Zeit, nämlich im Jahr 1989, erwarb er auch sein Lizenziat an der Universität Konstanz und promovierte im Jahr 1993 ebenda.
Er verblieb zunächst in Konstanz und nahm dort 1994 eine Tätigkeit als Hochschulassistent an der Fakultät für Wirtschaftswissenschaften und Statistik auf, die bis 1999 andauerte und habilitierte dort im Jahr 2000. Im selben Jahr erhielt er, ebenfalls in Konstanz, eine Stelle als Hochschuldozent am Fachbereich für Wirtschaftswissenschaften. Von 2001 bis 2002 vertrat er an der Technischen Universität Dresden die Professur für Sozialpolitik an der Fakultät für Wirtschaftswissenschaften. Der in Zusammenarbeit der Universität Konstanz und dem Zentrum für europäische Wirtschaftsforschung in Mannheim initiierten und von der Deutschen Forschungsgemeinschaft geförderten Forschergruppe „Heterogene Arbeit: Positive und norminative Aspekte der Qualifikationsstruktur“ gehört er seit 2002 an.
Von 2002 bis 2003 vertrat Meckl den Lehrstuhl für Wirtschaftstheorie an der Fakultät für Wirtschaftswissenschaften der Technischen Universität Chemnitz. Seit 2004 ist er Professor für Volkswirtschaftslehre an der Universität Gießen.

## Publikationen (Auswahl)
- Meckl, Jürgen: Investitionsdynamik und strukturelle Anpassung in offenen Volkswirtschaften, Tübingen : Mohr, 1994, ISBN 3-16-146325-0
- Meckl, Jürgen: Efficiency wage unemployment and endogenous growth, Konstanz : Univ., Fak. für Wirtschaftswiss. und Statistik, 1999
- Meckl, Jürgen ; Zink Stefan: Human capital investment and the wage gap, Konstanz : Univ., Fachbereich Wirtschaftswiss., 2000